# Material (серия комиксов)
Material — серия комиксов, состоящая из 4 выпусков, которую в 2015 году издавала компания Image Comics.

## Синопсис
В произведении несколько главных героев. Первый — мужчина, вернувшийся из залива Гуантанамо, который изменился навсегда. Вторая — актриса, которой поступило предложение, способное возродить её карьеру. Третий — мальчик, ставший участником революции. И последний — философ, пообщавшийся с существом, уничтожившим его взгляды на мир.

## История создания
В интервью для Comic Book Resources Алеш Кот говорил, что с самого начала хотел работать с Темпестом. Он также признался, что желает, чтобы его комикс стал чем-то таким же, как серия Cerebus.

### Выпуски
| № | Дата выхода     | Оценка на Comic Book Roundup    | Предполагаемый объём продаж (первый месяц) |
| - | --------------- | ------------------------------- | ------------------------------------------ |
| 1 | 27 мая 2015     | 7,2 из 10 на основе 13 рецензий | 11 708, позиция в Северной Америке — 161   |
| 2 | 24 июня 2015    | 8,4 из 10 на основе 4 рецензий  | 6 605, позиция в Северной Америке — 235    |
| 3 | 29 июля 2015    | 9 из 10 на основе 3 рецензий    | н/д                                        |
| 4 | 2 сентября 2015 | 9 из 10 на основе 2 рецензий    | н/д                                        |

### Сборники
| Название         | Тип            | Дата выхода      | Собранный материал | Кол-во страниц | ISBN                       | Предполагаемый объём продаж (первый месяц) |
| ---------------- | -------------- | ---------------- | ------------------ | -------------- | -------------------------- | ------------------------------------------ |
| Material, Vol. 1 | Мягкая обложка | 30 сентября 2015 | Material #1-4      | 128            | 978-1632154743, 1632154749 | 1 653, позиция в Северной Америке — 75     |

## Отзывы
На сайте Comic Book Roundup серия имеет оценку 8,4 из 10 на основе 22 рецензий. Мэтт Литтл из Comic Book Resources, обозревая дебют, отметил, что «Алеш Кот и Уилл Темпест исследуют американскую жизнь XXI века через нескольких разных главных героев во вдумчивом и мрачном Material #1». Дэвид Пепос из Newsarama дал первому выпуску 8 баллов из 10 и написал, что Material «имеет вес и размах телевизионной драмы, отфильтрованной через сверхпреднамеренную линзу искусства комиксов». Адам Мондшайн из Comics Bulletin оценил дебют в 4 звезды из 5 и посчитал, что у комикса грубый стиль, но подчеркнул, что он работает. Тони Герреро из Comic Vine также вручил 4 звезды первому выпуску и сказал, что «это не типичный комикс». Тайлер Сьюэлл из AIPT отмечал, что «этот комикс зависит от сути сценария, а визуальные эффекты не вносят большого вклада».